# Akiko de Mikasa
La princesse Akiko de Mikasa (彬子女王, Akiko Joō), née le 20 décembre 1981 à Tokyo, est un membre de la famille impériale du Japon, fille aînée du prince Tomohito de Mikasa et de la princesse Nobuko Tomohito de Mikasa.

## Biographie

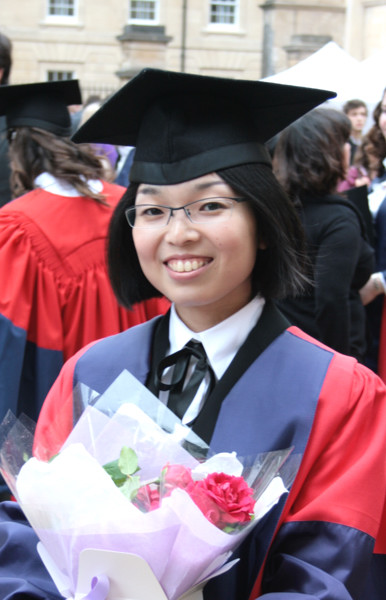
La princesse Akiko à la cérémonie de remise des diplômes d'Oxford, 28 mai 2011.

La princesse Akiko est diplômée d'histoire à l'université Gakushūin de Tokyo. Pendant ses études, elle passe l'année scolaire 2001-2002 au Merton College de l'université d'Oxford.
En 2004, elle retourne à l'université d'Oxford pour passer un doctorat à l'institut oriental (Oxford) (en). Son sujet de recherche porte sur la Collection William Anderson du British Museum - l'intérêt occidental pour l'art japonais au dix-neuvième siècle,.William Anderson (collectionneur) (1842–1900) était un médecin écossais qui enseigna l'anatomie et la chirurgie au Japon et devint un grand collectionneur d'œuvres d'art japonaises.
En décembre 2006, la princesse Akiko assiste à une exposition spéciale sur le japonisme à l'université de Tokyo.
En juillet 2007, elle participe à un colloque sur la collection de William Anderson à l'université pour femmes d'Ochanomizu. De janvier à mai 2008, elle fait des recherches pour sa thèse au centre Clarck de culture et d'art japonais à Hanford (Californie),. En janvier 2010, Akiko passe son doctorat à l'université d'Oxford, et devient le second membre de la famille impériale japonaise à achever un doctorat depuis Fumihito d'Akishino, qui passa un doctorat en ornithologie en octobre 1996.

## Titres
- Depuis 20 décembre 1981 : Son Altesse impériale la princesse Akiko de Mikasa

### Honneurs nationaux
- Deuxième classe de l'ordre de la Couronne précieuse